# Walckenaeria nodosa
Walckenaeria nodosa là một loài nhện trong họ Linyphiidae.
Loài này thuộc chi Walckenaeria. Walckenaeria nodosa được Octavius Pickard-Cambridge miêu tả năm 1873.